# Henry Schradieck
Henry Schradieck   (Hamburg, 29 d'abril de 1846 - Brooklyn, 28 de març de 1918) fou un violinista, professor i compositor alemany. Va ser un dels professors de violí més famosos del seu temps. Va escriure una sèrie de llibres d'estudi de violí que encara es fan servir.

## Biografia
Va rebre les seves primeres lliçons de violí del seu pare i va fer la seva primera aparició en públic a l'edat de sis anys. Va estudiar de 1854 a 1857 amb Hubert Leonard, al "Royal Conservatory" de Brussel·les, on va guanyar el primer premi. Els seus estudis van ser finançats per la violinista Teresa Milanollo. Després va anar a Leipzig, on es va convertir en alumne de Ferdinand David durant dos anys. El 1863 esdevingué solista als concerts de dirigits per l'organista/compositor Carl Martin Reinthaler a la catedral de Bremen. L'any següent, va anar a Moscou com a professor de violí a l'escola de música Nikolai Rubinstein. En 1868, Schradieck va tornar a Hamburg per prendre el lloc de primer violí de la Societat Filharmònica, deixat vacant per Leopold Auer. Sis anys més tard, es va convertir en violinista principal a l'Orquestra "Gewandhaus" de Leipzig, professor del Conservatori de Leipzig i director de l'orquestra de teatre. És en aquest conservatori on va conèixer els seus dos alumnes més destacats Ottokar Nováček i la violinista nord-americana Maud Powell.
Necessitant un canvi complet, va deixar Leipzig per a Cincinnati, Ohio, on va ensenyar al "Cincinnati College of Music" i també va organitzar una orquestra simfònica. El 1889, es va incorporar al seu antic treball a Hamburg, a més d'ensenyar al Conservatori d'Hamburg. Posteriorment, va tornar a Amèrica, convertint-se en professor a Nova York i en Filadèlfia en diferents institucions. Va ser membre del "Beta Chapter de Phi Mu Alpha Simfonia Fraternity" en el "College of Music", iniciada el 1900 o 1906. Va ser membre actiu a "Fraternity's New York Alumni Club".
A més d'escriure materials educatius per a violí, com ara estudis i exercicis amb els dits, i va guanyar la reputació de ser un dels professors de violí més importants d'aquella època, també es va interessar i relacionar amb la fabricació de violins.
Tingué estudiants notables com Maximilian Pilzer, Ottokar Novacek, Norman Black, Arno Hilf o Theodore Spiering.

## Algunes composicions
- Beriot Scene de Ballet,
- Concert per a violí de Beriot núm. 9,
- Sonata per violí de Mozart en mi menor núm. 21 K304,
- Concert per a violí de Vieuxtemps No.5,
- Concert per a violí de Viotti núm. 23 en sol,
- Wieniawski Legende per a violí i piano,
- Wieniawski Legende per a viola i piano.